# General Zod
General Zod (fullständigt namn Dru-Zod) är en seriefigur som förekommer i serietidningar som publicerats av DC Comics. Han är en superskurk och en av Stålmannens mer framträdande fiender. Figuren dök först upp i Adventure Comics # 283 (1961), och skapades av Robert Bernstein och George Papp.
I det brittiska filmmagasinet Total Films lista "Top 50 Greatest Villains Of All Time" rankades General Zod som nummer 32 och i IGN:s lista "Top 100 Comic Book Villains" som nummer 30.

## Fiktiv biografi
Dru-Zod är en storhetsvansinnig krypton som var ansvarig för de militära styrkorna på Krypton. Han kände Jor-El, Stålmannens far, då Jor-El var en blivande vetenskapsman. När rymdprogrammet avskaffades efter förstörelsen av den bebodda månen Wegthor (konstruerad av Jax-Ur) försökte han att ta över Krypton. Zod skapade en armé av robotkopior av sig själv, som alla bar likheter med Bizarro. Han dömdes till landsförvisning till Fantomzonen i 40 år för sina brott.
Zod blev slutligen frisläppt av Stålpojken när hans fängelsestraff var slut. Men Zod försökte därefter erövra Jorden med sina superkrafter som han fick under dess gula sol. Zod skickades tillbaka till Fantomzonen, som han rymmer ifrån för att förgöra Stålmannen.
General Zod är även en av de som var ansvariga för Kryptons undergång.

## Krafter och förmågor
Liksom Stålmannen, samt andra kryptoner, får General Zod övermänskliga krafter under gul sol. Detta inkluderar bland annat superstyrka, övermänsklig snabbhet, flygförmåga, osårbarhet, supersyn och superhörsel. Hans svaghet är, liksom andra kryptoner, kryptonit.

## I andra medier
- I Superman - The Movie (1978) och Superman II (1980) spelas Zod av den brittiske skådespelaren Terence Stamp.
- I Smallville (2001-2011) spelar den brittiske skådespelaren Callum Blue Zod.
- I Man of Steel (2013) spelar den amerikanske skådespelaren Michael Shannon Zod.